# Žernovník
Žernovník (in tedesco Scherownik) è un comune della Repubblica Ceca facente parte del distretto di Blansko, in Moravia Meridionale.